# 須永辰緒
須永 辰緒（すなが たつお）は、日本のDJ、音楽プロデューサー。活動初期はDJ DOC HOLIDAY名義を使用していた。レコードにかける、その知識、情熱から「レコード番長」と称されることもある。自身のソロユニット「sunaga t experience」としても知られる。

## 略歴
- 元々はパンク・ロックのDJであったが、その後、ヒップホップに没頭[1]。

- 1992年、DJ Doc.Holiday名義でアルバム「The Rhythm,the Rebel」を発売。
- 1995年、渋谷宇田川町にクラブ「Organ Bar」を開く。場所はオルガン坂近く。現在も営業中。この時期からジャズに傾倒していくようになる。[2]
- 2001年、「sunaga t experience」としての1stアルバム『クローカ』を発売する。
- 2002年、クラブ「organ bar」が開店から7周年を迎える。これを機に自身は経営から退く。
- 2003年4月、「sunaga t experience」としての2ndアルバム『DOUBLE STANDARD』を発売する。
- 2003年10月、ジャズシンガーのakikoのアルバム『Mood Swings』をプロデュース。
- 2004年、akikoの『mood indigo』をプロデュース。
- 2007年、貴重なジャズ音源などを復刻させるシリーズ「須永辰緒の夜ジャズ アナログ復刻 5＋1」の監修を行う。
- 2009年、「sunaga t experience」としての3rdアルバム『A Letter from Allnighters』を発売する。
- 2009年、「sunaga t experience」としての4thアルバム『jazz et jazz』を発売する。

## sunaga t experience
- 須永辰緒のソロユニット。
  - 須永辰緒以外のメンバーは特に決まっておらず、作品ごとにメンバーが変動する。

## ディスコグラフィ

### アルバム

#### sunaga t experience名義
- 『クローカ』 （2001年3月14日）
- 『DOUBLE STANDARD』 （2003年4月2日）
- 『A Letter from Allnighters』 （2006年5月24日）
- 『jazz et jazz』 （2009年12月2日）

### MIX CD
- 『World Standard CRAZY KEN BAND 〜A Tatsuo Sunaga Live Mix』 （2012年9月12日）

#### 「夜ジャズ」シリーズ
- 『須永辰緒の夜ジャズ -Jazz Allnighters-』 （2005年7月20日）
- 『須永辰緒の夜ジャズ -Jazz Allnighters- No. 2』 （2005年10月）
- 『須永辰緒の夜ジャズ -Jazz Allnighters- No. 3』 （2006年1月21日）
- 『須永辰緒の夜ジャズ -Jazz Allnighters- No. 4』 （2005年5月17日）
- 『須永辰緒の夜ジャズ -Jazz Allnighters- No. 5』 （2006年8月2日）
- 『須永辰緒の夜ジャズ -Jazz Allnighters- No. 6』 （2006年11月1日）
- 『須永辰緒の夜ジャズ -Jazz Allnighters- No. 7』 （2007年2月1日）
- 『須永辰緒の夜ジャズ -Jazz Allnighters- No. 8』 （2007年4月25日）
- 『須永辰緒の夜ジャズ・外伝 ALL THE YOUNG DUDES 〜全ての若き野郎ども〜』 （2010年4月28日）
- 『須永辰緒の夜ジャズ digs Venus Jazz Opus 5』 （2012年2月15日）

#### 「WORLD STANDARD」シリーズ
- 『World Standard.01 A Tatsuo Sunaga Live Mix』 （2003年6月4日）
- 『World Standard.02 A Tatsuo Sunaga Live Mix for Sunaga t Experience remixes』 （2003年6月4日）
- 『World Standard.03 A Tatsuo Sunaga Live Mix』 （2004年3月24日）
- 『World Standard.04 A Tatsuo Sunaga Live Mix』 （2004年10月20日）
- 『World Standard.05 A Tatsuo Sunaga Live Mix』 （2005年12月14日）
- 『World Standard.06 Sunaga t experience works-pieces pour les femmes-』 （2006年12月6日）
- 『World Standard.07』 （2008年6月18日）
- 『World Standard.08 A Tatsuo Sunaga Live Mix』 （2009年8月5日）

#### 「Organ b. SUITE」シリーズ
- 『Organ b. SUITE - A Tatsuo Sunaga Live Mix』 （2000年10月18日）
- 『Organ b. SUITE No. 2』 （2002年9月26日）
- 『Organ b. SUITE No. 3 〜A Tatsuo Sunaga Live Mix』 （2002年12月18日）

### コンピレーション
- 『TOKYO DISKJOCKEY'S ONLY』　（1990年）
  - ECD & DJ DOC HOLIDAYとして「マンション」を提供。

### 書籍
- 『須永辰緒“そのレコード、オレが買う!” 〜レコード番長のガチンコ買い物日記〜』 （リットーミュージック） （2009年9月24日）